# Partnerschaft

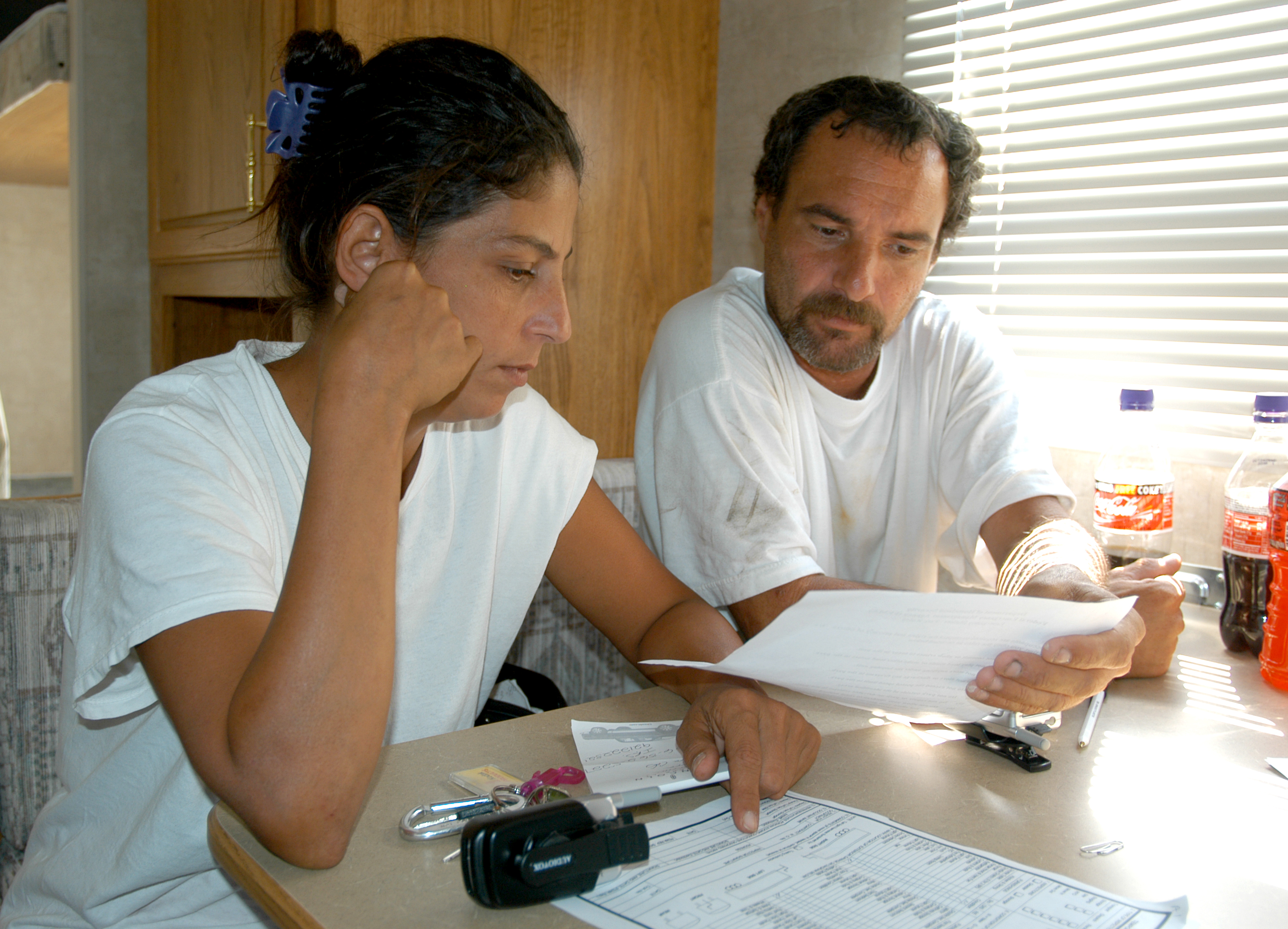
Ein heterosexuelles Paar

Partnerschaft bezeichnet eine gleichzeitig sexuelle und soziale Gemeinschaft zwischen zwei Menschen (Zweierbeziehung). Als Oberbegriff bezeichnet Partnerschaft seit den 1970er-Jahren alle auf Dauer angelegten sexuellen Beziehungen, ohne Ansehen der Rechtsform der Beziehung und ohne Ansehen der sexuellen Orientierung oder der Haushalts- und Wohnverhältnisse der Beteiligten. Der Begriff „Partnerschaft“ kann also umfassen:
- Ehen, eingetragene Partnerschaften, eheähnliche Gemeinschaften („wilde Ehen“) und feste Liebesbeziehungen
- gleichgeschlechtliche und gemischtgeschlechtliche Gemeinschaften
- Lebensgemeinschaften, Beziehungen von Paaren ohne gemeinsamen Haushalt, Fernbeziehungen
- die Einzelbeziehungen (Dyaden), die einer Dreiecksbeziehung (oder noch größeren Systemen) zugrunde liegen, etwa im Kontext von Vielehen oder von Polyamorie

Eine Partnerschaft ist zumindest in ihrem Ursprung sexuell motiviert, wobei „Sexualität“ im Sinne der Verhaltensbiologie zu verstehen ist und nicht zwingend im Sinne von genitalen Sexualpraktiken. Auch ist die langfristige Entwicklung der Sexualität des Paares als Definitionskriterium ohne Belang; der Begriff kann sexuell aktive Paare ebenso einschließen wie sexuell inaktive Paare oder Paare, die in einer offenen Beziehung leben. Lebensgemeinschaften und Lebensbünde von Freunden, Geschwistern und andere, zwischen denen keine sexuellen Beziehungen bestehen, werden jedoch nicht als Partnerschaft bezeichnet. Reine Sexbeziehungen genügen den Definitionskriterien für eine Partnerschaft deshalb nicht, weil hier die soziale Zusammengehörigkeit fehlt.
In einem engeren Sinne bezeichnet Partnerschaft auch die Selbstverpflichtung, die zwei Menschen, die sich auf gleicher Augenhöhe begegnen, in einer auf dauerhaften Bestand angelegten sexuellen Beziehung eingehen.

## Geschichte der Partnerschaft im deutschsprachigen Raum
Die Monogamie ist durch das Christentum nicht entstanden, erfuhr durch diese Religion jedoch eine so starke sittliche Begründung, dass sie in der westlichen Welt bis heute Leitbild geblieben ist. Das Christentum kennt die Ehe als jüdische Tradition bereits im Evangelium (z. B. Johannes 2,1–12), zum Sakrament wurde sie allerdings erst unter dem Einfluss von Augustinus. In seinem um 400 entstandenen Traktat De bono coniugali bestimmte Augustinus als Zweck der Ehe nicht nur die Fortpflanzung, sondern auch die „freundschaftliche Geselligkeit“ von Mann und Frau, d. h. Treue und Vertrauen; deren Wert veranschlagte er so hoch, dass er die Ehe für unauflöslich hielt. Das Scheidungverbot, an dem die meisten christlichen Kirchen und insbesondere das Eherecht der katholischen Kirche bis heute festhalten, war überdies bereits im Evangelium begründet. Im Mittelalter entwickelten Theologen trotz der Vorstellung von der Ehe als gottgewollter Lebensform die Auffassung, dass die Ehelosigkeit eine noch höhere Einrichtung sei.
Luther griff im 16. Jahrhundert den Zölibat an und bestritt den sakramentalen Charakter der Ehe. Bei Ehebruch und böswilligem Verlassen ließ er nicht nur eine Trennung von Tisch und Bett, sondern für den unschuldigen Teil sogar die Möglichkeit einer Wiederverheiratung zu. Nachdem die Ehe in die Hand der protestantischen Obrigkeit gefallen war, wurde sie allerdings auch strenger als jemals zuvor normiert; nichteheliche Lebensgemeinschaften sowie vor- und außereheliche sexuelle Beziehungen wurden kriminalisiert und verboten – eine Praxis, der sich die katholische Kirche bald anschloss. Die Arbeitswelten von Frau und Mann waren, wie Heide Wunder aufgewiesen hat, in der frühen Neuzeit allerdings noch komplementär und gleichberechtigt nebeneinander; eine Festlegung des weiblichen Beitrages auf eine von der Wirtschaftswelt abgeschiedene private häusliche Sphäre begann erst mit der Entstehung der bürgerlichen Gesellschaft.
Die Zivilehe und damit auch die Möglichkeit einer Ehescheidung wurden in Deutschland nach dem Vorbild des französischen Code civil eingeführt: in den französisch besetzten Gebieten erstmals 1798, in Bremen und Oldenburg 1855, in Preußen 1874. Mit dem 1875 in Kraft getretenen Reichsgesetz über die Beurkundung des Personenstands und die Eheschließung wurde die Zivilehe im gesamten Deutschen Reich bindend. In der Schweiz wurde ebenfalls 1875 ein entsprechendes Zivilstandsgesetz verabschiedet. Österreich führte die obligatorische Zivilehe erst 1938 unter der nationalsozialistischen Besatzung ein.
Das Eherecht ist in der Schweiz im Zivilgesetzbuch und in Österreich durch das Ehegesetz geregelt. In Deutschland bzw. der Bundesrepublik Deutschland ist es seit dessen Inkrafttreten im Jahre 1900 durch das Bürgerliche Gesetzbuch geregelt. Dieses sah zunächst vor, dass der Mann Wohnort und Wohnung bestimmte und „in allen das gemeinschaftliche eheliche Leben betreffenden Angelegenheiten“ entscheiden dürfe; die Frau verfügte – von gewissen persönlichen Vorbehaltsgütern abgesehen und sofern keine Gütertrennung, Gütergemeinschaft, Errungenschafts- oder Fahrnisgemeinschaft vereinbart war – über kein Eigentum, war auf den „häuslichen Wirkungskreis“ beschränkt und verpflichtet, das gemeinschaftliche Hauswesen zu leiten, konnte vom Manne aber Unterhaltsleistungen erwarten. Diese Bestimmungen wurden nach und nach dem sich wandelnden Geschlechterverständnis angepasst. Der „Gehorsamsparagraph“ (§ 1354 BGB), der dem Mann in ehelichen Dingen das letzte Wort gab, wurde 1957 ersatzlos gestrichen, neuer gesetzlicher Güterstand wurde die Zugewinngemeinschaft. Mit dem 1976 verabschiedeten Gesetz zur Reform des Ehe- und Familienrechts fiel schließlich auch die Festlegung der Frau zur Haushaltsführung.
In der Mitte des 20. Jahrhunderts begann in der Bundesrepublik Deutschland die Gleichstellung nichtehelicher Partnerschaften mit ehelichen, ein Prozess, der sich in vielen Einzelschritten vollzog und dessen Auftakt 1957 die Novellierung des Gesetzes über Arbeitsvermittlung und Arbeitslosenversicherung (AVAVG) war; dessen überarbeiteter § 149 bestimmte, dass auf die Arbeitslosenhilfe nicht nur das Einkommen eines Ehepartners, sondern auch das Einkommen eines Partners angerechnet werden kann, mit dem der Arbeitslose in eheähnlicher Gemeinschaft zusammenlebt. Weitere Stufen waren das Nichtehelichengesetz von 1969, die Kindschaftsrechtsreform von 1998 und die Unterhaltsreform von 2008. In vielen Bereichen, etwa bei der Einkommensteuer, im Erb- und im Adoptionsrecht, werden nichteheliche und eheliche Gemeinschaften aber weiterhin ungleich behandelt. Paare können sich allerdings auch ohne Trauschein bzw. eingetragene Lebenspartnerschaft einige Versicherungsverträge teilen.
Der von der Gesellschaft ausgeübte und der gefühlte Druck auf heterosexuelle Paare, zu heiraten, wenn sie einen gemeinsamen Haushalt bilden (und ein Kind bzw. Kinder haben) wollten, nahm im späten 20. Jahrhundert europaweit kontinuierlich ab, wenn auch unterschiedlich schnell. So wurden etwa 1999 in Italien 9 Prozent aller Kinder außerhalb einer Ehe geboren, in Schweden hingegen 55 Prozent. Im deutschsprachigen Raum betrugen diese Quoten in den „alten Bundesländern“ Deutschlands 18 Prozent, in den neuen 50 Prozent (in Österreich 30 Prozent). Umgekehrt nahm unter gleichgeschlechtlichen Partnern das Bedürfnis zu, nicht nur von der Gesellschaft geduldet und anerkannt zu werden, sondern auch eine vom Staat anerkannte Ehe eingehen zu können.
Eine gleichgeschlechtliche Ehe, wie sie im frühen 21. Jahrhundert z. B. in den Niederlanden, Belgien und Spanien eingeführt wurde, ist in Deutschland seit 2017 möglich. In der Schweiz trat 2007 das Partnerschaftsgesetz und in Österreich 2010 das Eingetragene Partnerschaft-Gesetz in Kraft.

## Demografie und Statistik

### Deutschland
Im Jahre 2009 wurden in Deutschland rund 18.312.000 Ehepaare, rund 2,6 Mio. unverheiratete gemischtgeschlechtliche Paare und gut 63.000 gleichgeschlechtliche Paare (37.000 schwule und 27.000 lesbische Paare) gezählt. Von den gleichgeschlechtlichen Paaren hatten rund 23.000 (etwa 37 %) eine Lebenspartnerschaft geschlossen.
|                 | Paare         | Paare         |
|                 | Verheiratet   | Unverheiratet |
| --------------- | ------------- | ------------- |
| Anzahl          | ca. 18,0 Mio. | ca. 2,6 Mio.  |
| Bildungsstand   |               |               |
| Mann höher      | 31 %          | 22 %          |
| Frau höher      | 9 %           | 14 %          |
| Altersvergleich |               |               |
| Mann älter      | 74 %          | 68 %          |
| Frau älter      | 16 %          | 23 %          |

Das Statistische Bundesamt ermittelte 2009 in einem Mikrozensus folgende Daten über gemischtgeschlechtliche Paare in Deutschland:
- Bei 61 % der Paare haben die Partner den gleichen Bildungsabschluss, bei 30 % der Paare hat der Mann den höheren Bildungsabschluss.
- Bei 73 % der Paare ist der Mann älter als die Frau, bei 10 % sind beide Partner gleich alt.
- 47 % der Paare haben einen Altersunterschied von weniger als vier Jahren, nur bei 6 % ist der Unterschied größer als 10 Jahre.
- 87 % der Paare sind deutsch-deutsche Paare, 7 % sind deutsch-ausländische Paare.

Die Tabelle rechts zeigt deutliche Unterschiede zwischen verheirateten und unverheirateten Paaren auf.

## Psychologische Perspektive
Die Freiheit von Frauen und Männern, aus einer unglücklichen Partnerschaft auszuscheiden, ist etwas historisch sehr Junges. De jure entstand sie erst mit der Zivilehe, und allgemein zugänglich wurde sie sogar erst mit der Einführung des Zerrüttungsprinzips (in Deutschland 1976 mit dem 1. EheRG). Wirtschaftliche, soziale oder moralische Zwänge, die Partnerschaften wie ein Korsett von außen zusammenhalten, spielen in reichen westlichen Ländern eine abnehmende Rolle.

### Faktoren erfolgreicher und scheiternder Partnerschaften
Wie Daniel Goleman aufgewiesen hat, ist die wichtigste Determinante des Gelingens und der Stabilität von Partnerschaften die emotionale und soziale Kompetenz der Beteiligten geworden. Partnerschaften sind nur dann von Bestand, wenn die Partner über ausreichende emotionale Selbstwahrnehmung, Selbstkontrolle, Empathie und die Fähigkeit verfügen, sich selbst und den anderen zu beruhigen. Detaillierte empirische Studien, die Golemans Vermutungen bestätigen, hat in den 1990er Jahren der Psychologe John Gottman durchgeführt. Gottman konnte insbesondere vier schlechte Kommunikationsgewohnheiten (die „apokalyptischen Reiter“ für eine Partnerschaft) von Eheleuten identifizieren, die machtvolle Prädiktoren für eine spätere Scheidung sind:
- Schuldzuweisungen und Anklagen
- Abwehr, Selbstrechtfertigung und Verleugnung eigener Fehler
- Verachtung und Geringschätzung des Partners
- Mauern, Kommunikationsverweigerung und Rückzug

In einer Studie von 2009 hat sich gezeigt, dass persönliche Merkmale (z. B. das Selbstwertgefühl) bei Frauen einen starken Einfluss auf die Beziehung haben. Bei Männern ist das nicht so. Für den Bestand einer langjährigen Partnerschaft spielt die Ähnlichkeit der Werte, der Einstellungen, der sozialen Schicht und des Bildungsniveaus eine wichtigere Rolle als die Ähnlichkeit des Charakters.
Nach Ansicht von Gottman sind bei der Kommunikation der Partner fünf liebevolle Worte notwendig um ein gemeines Wort aufzuwiegen. Sonst bestehe die Gefahr, dass ein Paar in eine Spirale von Verletzungen gerate.
In einer Eheberatung oder Paartherapie können Paare mit entsprechenden Problemen unter fachlicher Anleitung lernen und üben, besser miteinander zu kommunizieren.

### Partnerschaftsverläufe

#### Aufbauphase
Der Soziologe Karl Lenz hat bei Paarbeziehungen zwischen Aufbauphasen, Bestands- und Krisenphasen sowie Auflösungsphasen unterschieden, die keineswegs zwingend nur in dieser Reihenfolge auftreten.
Die US-amerikanische Ehetherapeutin Liberty Kovacs dagegen unterscheidet sechs Entwicklungsphasen der Partnerschaft, von denen die späteren in vielen Fällen gar nicht erreicht werden:
1. Schwärmerei: Beide Partner betrachten sich gegenseitig als ideal, entdecken Gemeinsamkeiten, sind bereit, sich auf den anderen einzustellen und ihm seine Wünsche zu erfüllen („Hauptsache mit dir zusammen sein“). Verliebtheitsgefühle und Sehnsucht nach Nähe stehen im Vordergrund.

Die Zufriedenheit mit und die Häufigkeit von Sex geht in den ersten neun Monaten steil nach oben und fällt danach wieder ab.

#### Bestands- und Krisenphasen
1. Erwartungen: Verschiedenheiten und Schwächen treten zutage. Die Partner kümmern sich wieder mehr um ihre Interessen. Alltagspflichten rücken in den Vordergrund. Erste Gefühle der Ernüchterung (oder sogar Enttäuschung) treten auf.

In einer Studie von Stan Albrecht und Philip Kunz schilderten 41 % der befragten Männer und 57 % der Frauen, dass die Erfahrung ihrer Partnerschaft sehr viel schlechter sei, als sie dies zu Beginn der Partnerschaft erwartet hätten; 33 % der Männer und 27 % der Frauen empfanden die Erfahrung als etwas schlechter; nur 20 % der Männer und 11 % der Frauen beschrieben Erwartung und Erfahrung als einigermaßen deckungsgleich.
1. Machtkampf: Mindestens einer versucht, den anderen zu verändern, ihn nach seinen Erwartungen zu formen. Möglicherweise treten Misstrauen, Wut und/oder Schuldzuweisungen auf.
2. „Verflixtes 7. Jahr“: Einer oder beide Partner fühlen sich eingeengt und verspüren einen Drang, die Partnerschaft aufzugeben.
3. Versöhnung / Arrangements und Kompromisse finden: Die Partner kommen sich wieder ein Stück näher. Sie erkennen, dass der jeweilige Partner nicht unbedingt zu 100 Prozent den eigenen Erwartungen gerecht werden muss. Sie sind zu Kompromissen bereit und betrachten die Beziehung als ein Geben und Nehmen.
4. Akzeptanz: Beide Partner haben ein Gleichgewicht zwischen Nähe und Selbständigkeit entwickelt. Sie genießen ihr Zusammensein und nehmen den anderen an, wie er ist.

Die Mehrzahl der Studien, die sich mit dem Wandel von Paaren zu Eltern beschäftigen, behandeln das Kind als konstanten Stressfaktor („belastungstheoretischer Ansatz“). Die Verminderung der Partnerschaftsqualität im Übergang zur Elternschaft ist von der psychologischen Forschung kulturübergreifend bestätigt worden. Die zärtlichen und erotischen Gefühle für den Partner verblassen, der männliche Partner verliert viel von der Aufmerksamkeit und Zuwendung, die seine Partnerin bisher für ihn hatte, und die Qualitätszeit, die für die Partnerschaft bleibt, schwindet drastisch. Die Rollen- und Aufgabenverteilung des Paares muss umfassend reorganisiert werden, was erheblichen Bedarf an Kommunikation schafft; wenn dem Paar dafür die Zeit und Kraft fehlt, nehmen Spannungen und dysfunktionales Streiten zu. Probleme entstehen insbesondere, wenn der männliche Partner aus einer konfliktreichen Familie stammt; Männer neigen stärker als Frauen dazu, dysfunktionale Muster aus ihrer Herkunftsfamilie zu tradieren. Viele Paare meistern den Übergang allerdings ohne größere Schwierigkeiten.

#### Auflösungsphase und Trennung
Partnerschaften enden entweder durch die Trennung bzw. Scheidung der Partner, die einvernehmlich oder durch einseitiges „Verlassen“ erfolgen kann, durch Zwangsmaßnahmen Dritter (z. B. einer Behörde oder eines Richters), oder durch den Tod mindestens eines der Partner. Zu den Wissenschaftlern, die Trennungen einschlägig erforscht haben, zählen Loren Lee (Harvard), Steve Duck (University of Iowa), und Diane Vaughan (Columbia University).

## Partnerschaft als Selbstverpflichtung
Die Begrifflichkeit der „Partnerschaft“ von Mann und Frau erscheint zu Beginn des 20. Jahrhunderts und löst von da an allmählich das Bild von der Frau als Gefährtin des Mannes ab. Sie impliziert die Vorstellung, dass Paare ihre Verantwortlichkeiten und Rollen individuell aushandeln. Gelegentlich bezeichnet der Ausdruck aber auch ein egalitäres Leitbild, bei dem Frau und Mann im gleichen Umfang erwerbstätig sind (Doppelkarrierepaar, Double income no kids) und auch die Haus- und Familienarbeit zu gleichen Teilen tragen.

## Gesellschaftliche Normen
Bei den gesellschaftlichen Normen, denen Sexualität und Partnerschaft unterworfen sind, können verschiedene Klassen unterschieden werden:

### Normen der Partnerwahl
Normen der Partnerwahl können beispielsweise Inzest, die Verheiratung bzw. den sexuellen Missbrauch von Kindern oder Jugendlichen, Heterogamie (etwa interreligiöse, interkonfessionelle oder interkulturelle Verbindungen) oder gleichgeschlechtliche Verbindungen ächten, verbieten oder pönalisieren. Ebenso können sie auch andere Kriterien der Partnerwahl steuern und damit zum Beispiel Konvenienzehen oder Liebesheiraten fördern.

### Die Ehe als einzige akzeptierte Form der Partnerschaft
Auch in der Gegenwart gilt in vielen Kulturen die Ehe als zwingende Voraussetzung sowohl für die Aufnahme sexueller Kontakte als auch fürs Zusammenleben von Mann und Frau. Auffällig hoch ist der Anteil der verheirateten Bevölkerung in Zentral- und Vorderasien sowie in Teilen Afrikas; zu den Ländern, in denen nur vergleichsweise wenige Einwohner heiraten, zählen viele Insel- und Anrainerstaaten der östlichen Karibik.

#### Sexuelle Gemeinschaft
In einigen Ländern der Welt sind gemischtgeschlechtlichen Paaren, die nicht miteinander verheiratet sind, sexuelle Handlungen grundsätzlich untersagt. Dies gilt etwa für Indonesien, Pakistan, die Philippinen, Ägypten, Iran, Sudan, Afghanistan, Marokko, Saudi-Arabien, Malaysia, Kuwait und Katar.

#### Haushaltsgemeinschaft
In einigen Ländern ist es gemischtgeschlechtlichen Paaren per Gesetz verboten, unverheiratet in einem gemeinsamen Haushalt zusammenzuleben. Dies gilt unter anderem für Indonesien, Malaysia, Thailand, die Philippinen, Katar, die Vereinigten Arabischen Emirate, Saudi-Arabien, Oman, Iran, Ägypten, Marokko, Sudan und Somalia. Auch in zwei Bundesstaaten der USA – Mississippi und Michigan – sind Gesetze in Kraft, die Paaren das unverheiratete Zusammenleben verbieten und mit Geldbußen und Haftstrafen belegen; tatsächlich angewandt werden diese allerdings nur selten.
In Deutschland war das – als „Konkubinat“ bezeichnete – Zusammenleben ohne Trauschein bis zum Inkrafttreten des Reichsstrafgesetzbuches (1872) verboten. Faktisch allgemein möglich wurde unverheiratetes Zusammenleben in Deutschland aber erst durch die Abschaffung des „Kuppeleiparagraphen“ § 180 StGB (DDR 1968; BRD 1973); die Kuppelei war bis dahin in der Überlassung von Wohnraum gesehen worden. In Bayern war das unverheiratete Zusammenleben von Paaren noch bis zum 1. September 1970 mit Geld- oder Haftstrafe bedroht gewesen, und zwar auf der Grundlage von Art. 25 des Bayerischen Landesstraf- und Verordnungsgesetzes von 1957, dessen Urheber darin unter bestimmten Umständen einen Verstoß gegen die öffentliche Ordnung gesehen hatten. Das österreichische Strafrecht kennt in der Moderne von vornherein keinen Straftatbestand des Konkubinats. In der Schweiz wurde das letzte kantonale Konkubinatsverbot 1996 (Kanton Wallis) aufgehoben.

### Monogamie als einzige akzeptierte Form der Partnerschaft
Im Christentum, das in der Westlichen Welt die Partnerschaftsnormen bis in die Gegenwart prägt, wird die Ehe zwischen Mann und Frau als leibliche Einswerdung verstanden und ist folgerichtig untrennbar mit Exklusivität und Monogamie verbunden. In einer Umfrage in Deutschland im Jahre 2021 haben 83 % der Befragten zur Auskunft gegeben, dass ihnen gegenseitige Treue in der Partnerschaft wichtig sei. Treue ist damit dasjenige Partnerschaftsdesiderat, das in dieser Umfrage am häufigsten genannt wurde, noch vor „Harmonie und Ruhe finden“, „sich öffnen, über Gefühle sprechen“ und „ausreichend Freiraum, Zeit für sich selbst haben“. Bis in die Gegenwart ist Ehebruch in vielen Ländern strafbar (z. B. Indonesien, Pakistan, Nigeria, Ägypten, Philippinen, Uganda, Sudan, Afghanistan, Saudi-Arabien, Taiwan, Ruanda und Brunei). In der DDR war Ehebruch bis 1955 strafbar, in der Bundesrepublik Deutschland bis 1969, in der Schweiz bis 1989 und in Österreich bis 1997. Bigamie ist in Deutschland (§ 172 StGB), Österreich (§ 192 StGB) und der Schweiz (Art. 215 StGB) bis heute strafbar.
Kulturen, in denen traditionell abweichende Normen existieren, also in denen etwa die Vielehe unter bestimmten Umständen legal ist, sind in weiten Teilen Afrikas, im arabischen Raum und in Indonesien zu finden. In der Westlichen Welt hat seit dem späten 20. Jahrhundert die Idee von Polyamory Anhänger und Verbreitung gefunden. In Deutschland wird der Anteil der polyamor lebenden Bevölkerung auf 0,01 % geschätzt. Kritisch stehen auch Teile der Queer-Szene der Monogamienorm gegenüber; hier hat sich – im Anschluss an Pieper and Bauer (2005) – in diesem Zusammenhang der Begriff der „Mononormativität“ etabliert, wobei diese als Form der Heteronormativität verstanden wird.

### Normen der inneren Ausgestaltung von Ehe und Partnerschaft
Im Anschluss an tradierte Ehenormen wird in vielen Kulturen auch die nicht-eheliche Partnerschaft Normen unterworfen, die deren innere Ausgestaltung regeln.

#### Sexualität
Der Prozess, in dem in der christlichen Welt die Ehe als Sakrament etabliert und damit verkirchlicht wurde, begann im frühen 5. Jahrhundert bei Augustinus und wurde im Hochmittelalter (Zweites Konzil von Lyon, 1274) abgeschlossen. Kirchenrechtlich wurde die Eheschließung dabei als contractio (als Vertrag zwischen den Brautleuten, in Anlehnung ans römische Recht) und als consummatio (Vollzug der Ehe) bestimmt, wobei die Ehe unter Christen immer als Schwelle für die Ausübung legitimer Sexualität verstanden wurde. Obwohl das Christentum das sexuelle Begehren grundsätzlich als bedrohliches Übel bewertet, wird dieses Begehren in der Ehe durch seine Verknüpfung mit der Fortpflanzung entschuldigt. Das italienische Familienrecht z. B. erkennt es noch heute als einen ausreichenden Scheidungsgrund an, wenn eine Ehe nicht vollzogen wurde. Das katholische Kirchenrecht erlaubt die Annullierung einer Ehe, wenn sich herausstellt, dass das Ehepaar, etwa wegen Impotenz, bereits zum Zeitpunkt der Eheschließung nicht in der Lage war, den Beischlaf zu vollziehen.
Eine radikale Umdeutung der Sexualität erfolgte im frühen 20. Jahrhundert in der Psychoanalyse Sigmund Freuds, der um eine rein wissenschaftliche Beschreibung der Libido bemüht und der überzeugt war, dass die Sexualität eine der zentralen Antriebskräfte des Menschen sei, der diesen keineswegs nur zu sexueller, sondern beispielsweise auch zu kultureller Betätigung führe. Noch weiter als Freud ging Wilhelm Reich, als er 1926 die sogenannte „orgastische Potenz“ als die zentrale Grundlage der Genuss- und Arbeitsfähigkeit des gesunden Menschen postulierte. Im Anschluss an Reich haben auch die 68er gegen Triebverdrängung agitiert und dem Sexualtrieb befreiende Wucht zugeschrieben, zeitgleich mit dem Verfügbarwerden der Antibabypille und mit der sexuellen Revolution.
Dass hier aber nicht nur neue Freiheit, sondern auch ein bisher nicht dagewesener Leistungsdruck entstand, schlug sich bereits in der Forschung von Masters und Johnson (1970) nieder. In einer Erhebung in Deutschland im Juni 2018 haben 12 % der befragten Männer und 24 % der Frauen erklärt, dass ihnen Sex in einer Beziehung egal oder wenig wichtig sei. Bereits gegen Ende der 1990er Jahre hatte die Verbreitung des Internets die Formierung einer Community von Menschen ermöglicht, die sich als asexuell einstufen und von denen viele sich als Teil der LGBTQIA+-Gemeinschaft verstehen. Viele asexuelle Menschen verlieben sich und leben in Partnerschaften, haben aber kein Interesse an genitaler Sexualität und manchmal nicht einmal an körperlicher Berührung.

#### Familiengründung
Ebenso wie in der Legitimierung von Sexualität wird der Zweck der Ehe traditionell in der Zeugung und Erziehung von Kindern gesehen. Allerdings bewertet nicht einmal die katholische Kirche die Familiengründung so hoch, dass sie bei Unfruchtbarkeit eine Scheidung oder Eheannullierung erlauben würden. In vielen Ländern der Welt führen Ehe und Partnerschaft zur Geburt von Kindern, weil moderne Mittel der Empfängnisverhütung dort entweder unüblich oder nicht erhältlich sind. Dies gilt für die meisten Länder in Afrika, in Asien etwa für Jemen, Pakistan, Afghanistan und Aserbaidschan, und in Europa für viele Länder auf dem westlichen Balkan, darunter besonders Albanien, wo der Gebrauch von Verhütungsmitteln bis 1992 gänzlich verboten war.
Staatlicher Antinatalismus und staatliche Geburtenbeschränkungen dagegen sind weltweit und historisch seltene Phänomene; zu nennen sind hier u. a. die Zwangssterilisationen in den USA (1907–1981) und im nationalsozialistischen Deutschland (1934–1945) sowie die Ein-Kind-Politik in der Volksrepublik China (seit 1979; als Drei-Kind-Politik noch heute) und die Zwei-Kind-Politik in Vietnam (seit 1988).
Unfruchtbarkeit ist ein weitaus stärker verbreiteter Grund dafür, dass Paare kinderlos bleiben. In Deutschland haben in einer 2020 durchgeführten Befragung 45 % der kinderlosen 30- bis 34-jährigen Frauen und Männer angegeben, dass ihre Kinderlosigkeit ungewollt sei, wobei ein Teil der Befragten allerdings Singles waren, denen es an einem geeigneten Partner gefehlt habe. Wenn Paare freiwillig auf Kinder verzichten, so kommen dafür vielfältige Motive in Frage (etwa praktische, klimapolitische oder ethische Motive). Allerdings gilt in der Soziologie, bezogen auf Kulturen der Westlichen Welt, die Zeugung eines Kindes als Schwellen-Wendepunkt, der in den meisten Partnerschaften erst spät erfolgt, nachdem bereits viele andere Stationen absolviert wurden; die Aufbauphase wurde durch die Bestandsphase abgelöst, das Paar ist bereits gemeinsam in Urlaub gefahren, führt einen gemeinsamen Haushalt und hat eventuell auch geheiratet. Im Jahre 2022 wurden in Deutschland rund zwei Drittel der Kinder ehelich geboren. 2021 haben 82 % aller Kinder in Deutschland mit zwei Elternteilen zusammengelebt; wie viele der (alleinerziehenden) Eltern der übrigen zuvor jemals einen gemeinsamen Haushalt mit dem zweiten Elternteil hatten, ist schwer zu ermitteln. In der Westlichen Welt erreichen viele Paare Schwellen-Wendepunkte wie das Zusammenziehen, Heiraten oder Familiengründen niemals und streben sie eventuell auch gar nicht an.

#### Wirtschafts- und Solidargemeinschaft
Die Ehe ist traditionell eine Wirtschafts- und Solidargemeinschaft. Alle Rechtsordnungen der Welt enthalten Bestimmungen, nach denen Ehepartner, solange sie zusammen leben, einander unterhaltspflichtig sind. Zu Abweichungen zwischen einzelnen Ländern kommt es jedoch bezogen auf den Trennungsfall. In Finnland, Israel, Japan und Russland z. B. sind Geschiedene finanziell sehr schnell auf sich allein gestellt, während sie etwa in Indien, Singapur, den USA, Irland, England und Wales langfristige Unterhaltszahlungen erwarten können. In vielen Ländern, in denen nichteheliche Lebensgemeinschaften statistisch ins Gewicht fallen, werden diese rechtlich den Ehen zum Teil angenähert, wobei dies unterschiedlich weit gehen kann. In Deutschland genießen eheähnliche Gemeinschaften nicht die Privilegien von Verheirateten (versagt ist ihnen z. B. das steuerrechtliche Ehegattensplitting und sie können gegeneinander auch keinen Unterhalt einklagen), werden in Bezug auf die Versagung von Sozialleistungen aber wie Verheiratete behandelt. In Schweden dagegen werden verheiratete Paare von vornherein weniger privilegiert als unverheiratete, beispielsweise gibt es dort keine gemeinsamen Steuererklärungen; bei unverheiratetem Zusammenleben ist der finanziell schwächere Partner im Trennungsfalle per Gesetz (Sambolagen) bis zu einem gewissen Grade vor dem Verlust des Wohnraums geschützt.

## Gesundheit
Partnerschaften weisen statistisch vielerlei Korrelationen zum Gesundheitszustand der Partner aus. So haben Menschen in festen Partnerschaften einen etwas höheren Body-Mass-Index (BMI) als Singles. In einer Studie kamen alleinstehende Männer auf einen Durchschnitts-BMI von 25,7, während verheiratete Geschlechtsgenossen einen Durchschnitt von 26,6 hatten. Bei den Frauen waren die entsprechenden Werte 25,1 und 25,6. Die Regel gilt nicht nur für verheiratete, sondern auch für zusammenlebende Paare. Verheiratete gaben an, selten Fertiggerichte zu verzehren und weniger auf den Fettgehalt der Produkte zu achten. Verheiratete Männer treiben außerdem weniger Sport als unverheiratete.
Eine im Jahr 1921 begonnene kalifornische Studie, das Longevity Project hatte gezeigt, dass die Ehe vor allem den Männern „Lebensjahre schenke“. Andere Studien zeigen, dass vor allem bei Menschen über 45 ein guter Gesundheitszustand überzufällig häufig mit Verheiratetsein zusammenfällt.